# Henk Mostert
Hendrik Jan (Henk) Mostert (Rotterdam, 24 januari 1925 – Haarlem, 29 juli 2002) was een Nederlandse schaker die zich toelegde op het correspondentieschaak.
In de oorlogsjaren werd de avondklok ingesteld; de reden waarom het correspondentieschaak, geleid door de KNSB, een hoge vlucht nam. In de zestiger jaren van de 20e eeuw ontstond onenigheid met de schaakbond en een viertal schakers, onder wie Henk Mostert, kwam tot oprichting van de NBC, met Henk als wedstrijdleider. De vereniging groeide snel uit tot meer dan 1500 leden. Henk was de motor van de NBC en is dat tot zijn dood toe gebleven. 
Hij kwam al gauw niet meer aan schaken toe; zijn activiteiten binnen de ICCF en de NBC eisten alle tijd op. In 1968 organiseerde hij de eerste Dames-Olympiade en in 1971 werd hij wedstrijdleider bij de Europese kampioenschappen. In 1987 volgde de kroon op zijn werk: hij volgde Hans-Werner von Massow op als president van de ICCF en in datzelfde jaar werd Henk Mostert bevorderd tot Officier in de Orde van Oranje-Nassau. De laatste jaren bracht Henk door in een verpleeghuis. Het correspondentieschaak heeft veel aan hem te danken. 